# 내림가장조
내림가장조(-長調)는 내림가(A♭) 음을 으뜸음으로 하는 장음계다. 구성음은 기본적으로 A♭, B♭, C, D♭, E♭, F, G가 있다. 이 조성의 조표에는 내림표가 총 4개 있다.
이 조성의 음계는 다음과 같다.

## 음계의 화음 종류
- 으뜸화음 (I) - A♭ 장화음
- 웃으뜸화음 (IIm) - B♭ 단화음
- 가온화음 (IIIm) - C 단화음
- 버금딸림화음 (IV) - D♭ 장화음
- 딸림화음 (V) - E♭ 장화음
- 버금가온화음 (VIIm) - F 단화음
- 이끎화음 (VIIdim) - G 감화음

## 이 조성의 음악
베토벤은 대부분의 다단조 작품에서 느린 악장의 조성으로 내림가장조를 선택했는데, 이는 안톤 브루크너가 그의 처음 두 개의 다단조 교향곡과 안토닌 드보르자크의 유일한 다단조 교향곡에서 모방한 연습이다. 하이든의 교향곡 43번 내림마장조의 2악장은 내림가장조다. 프레드릭 쇼팽(Frédéric Chopin)은 그의 많은 작품, 특히 왈츠에서 이 조성을 사용했다.
18세기 오케스트라 작품의 주요 건반으로 내림가장조가 선택된 경우가 드물었기 때문에, 이 조성의 악장은 종종 이전 악장의 팀파니 설정을 유지했다. 예를 들어, 베토벤의 교향곡 5번은 1악장에서 팀파니를 C와 G로 설정했다. 손으로 조율한 팀파니를 사용하면 내림가장조의 느린 두 번째 악장을 위해 팀파니를 A♭과 E♭으로 다시 조율하기엔 시간이 걸렸다. 따라서 이 악장의 팀파니는 C 장조의 악절을 위해 예약되어 있습니다. 그러나 브루크너의 교향곡 1번 C단조에서는 팀파니가 C단조의 첫 번째 악장과 내림가장조의 다음 악장 사이에서 다시 조율되었다.
Charles-Marie Widor는 내림가장조를 플루트 음악에서 2위의 좋은 조성으로 간주했다.
내림가장조는 도메니코 스카를라티, 요제프 하이든, 루트비히 판 베토벤의 건반과 피아노 소나타의 홈 키로 사용되었으며 내림표가 제일 많은 장조로, 스카를라티의 K. 127과 K. 130, 하이든의 Hob XVI 43과 46, 베토벤의 Op. 26과 Op. 110, 프란츠 슈베르트는 피아노 소나타 한 곡에 사용했다. 또한 요한 제바스찬 바흐 (Johann Sebastian Bach)의 Well-Tempered Clavier에서 전주곡과 푸가에 사용되었으며 내림표가 제일 많은 장조였으며, 내림표가 더 많은 장조는 조성 내의 화음에 해당하는 것으로 표기되었다.
펠릭스 멘델스존, 요한 네포무크 훔멜, 존 필드, 프리드리히 칼크브레너는 각각 피아노 협주곡 내림가장조를 작곡했다. 멘델스존은 두 대의 피아노를 위한 협주곡이다. 그들은 뿔피리와 트럼펫을 E♭에 맞췄다. 막스 브루흐의 두 대의 피아노를 위한 협주곡 내림가단조는 마지막 악장이 같은으뜸조인 내림가장조로 되어 있다. 이 협주곡은 두 조성의 대비로 연주된다.
스콧 조플린(Scott Joplin)의 메이플 리프 래그(Maple Leaf Rag)도 내림가장조로 작곡되었다. (작곡의 트리오 파트는 내림라장조로 작곡되었다.)
그 외에도 다음과 같이 내림가장조의 작품이 있다.
- Ludwig van Beethoven
  - Piano Sonata No. 12
  - Piano Sonata No. 31
- Carl Maria von Weber
  - Piano Sonata No. 2
- Frédéric Chopin
  - Polonaise-Fantaisie, Op. 61
  - "Heroic" Polonaise, Op. 53
  - Ballade No. 3, Op. 47
  - Étude Op. 10 No. 10
  - Étude Op. 25 No. 1
  - Trois nouvelles études, No. 2
  - Nocturne Op. 32 No. 2
  - Prelude Op. 28 No. 17
  - Waltz Op. 34 No. 1
  - Waltz Op. 42
  - Waltz Op. 64 No. 3
  - Waltz, Op. 69, No. 1
  - Mazurka Op. 59 No. 2
  - Mazurka Op. 50 No. 2
  - Impromptu No. 1, Op. 29
- Antonín Dvořák
  - String Quartet No. 14
- Edward Elgar
  - Symphony No. 1
- Franz Liszt
  - Transcendental Étude No. 9, "Ricordanza"
  - Au Lac de Wallenstadt, Au bord d'une source and Eglogue from Années de Pèlerinage No. 1
  - Sonetto 123 del Petrarca from Années de Pèlerinage No. 2
  - Liebesträume No. 1 and 3
  - Feuilles d'Album
  - Élégie sur des motifs du Prince Louis Ferdinand de Prusse, S. 168
- Felix Mendelssohn
  - Second Concerto for Two Pianos and Orchestra
  - Lieder ohne Worte, Op. 38/6 and Op. 53/1
- Ferdinand Ries
  - Piano concerto no. 8 Op. 151, Gruß an den Rhein
- Franz Schubert
  - Mass No. 5 D 678
  - Piano Sonata D 557
  - Impromptu Op. 90/4 (D 899/4) and Op. 142/2 (D 935/2)
- Dmitri Shostakovich
  - String Quartet No. 10, Op. 118

그 외에도 표기가 보다 복잡한 올림사장조의 이명동조로써 그 조성을 대체할 때도 쓰일 수 있다. 참고로 올림사장조는 조표에 총 8개의 올림표가 있으며, 1개의 겹올림표와 6개의 단일 올림표를 필요로 한 반면, 이명동조인 내림가장조는 조표에 내림표가 총 4개 있으므로 표기가 보다 간단하여 보다 선호된다. 따라서 올림사장조는 표기가 보다 간단한 이명동조인 내림가장조에 비해 사용하기가 비실용적이 될 수 있다. 기타 자세한 사항은 해당 문서 참고 바람.

## 같이 보기
- 내림가단조
- 장음계
- 조성 (음악)
- 조표 (음악)
- 올림사장조
- 조표 (음악) § 겹내림표와 겹올림표